# Светослав Пеев
Светослав (Славчо) Панайотов Пеев е български театрален, телевизионен и филмов актьор, режисьор и художник.

## Биография
Роден на 4 април 1939 г. Завършва актьорско майсторство във ВИТИЗ „Кръстьо Сарафов“ през 1964 г.
Пеев работи в Драматичен театър „Йордан Йовков“ Толбухин, в Сатиричен театър „Алеко Константинов“ (1967 –), където е директор до 1989 г., и в Дарик радио.
Директор на Българската академия за култура в Рим, и на Централния студентски дом на културата (1992 –).
Актьорската кариера на Пеев включва изиграни над 70 театрални и 100 телевизионни роли, както и участия в 23 филма. Измежду филмите с негово участие са „Конникът“ (1964), „Няма нищо по-хубаво от лошото време“ (1971), „С деца на море“ (1972), "Войната на таралежите" (1979) , "Баш майсторът на море" (1982),  „Мисия Лондон“ (2010) и много други.
Режисьорската му кариера е свързана с театъра и започва през 2006 г. Тогава Пеев поставя „Римска баня“ от Станислав Стратиев в Сатиричния театър. Други режисирани постановки от него са „Две сватби и едно прелюбодеяние“ от Рей Куни и „Таблата“ от Димитрис Кехаидис.
През лятото на 2018 г. Топлофикация осъждат и запорират заплатата на Пеев като директор на театъра в Дупница. В интервю за 24 часа той заявява, че това е несправедливо, тъй като „задълженията ми бяха 3900 лв., след което разбирам, че от Топлофикация са признали, че 2000 лв. не им ги дължа. И сега заради 1900 лв. ми спират заплатата.“ През октомври 2018 г. Пеев претърпява сърдечен удар и бива настанен в болница в Дупница. На 18 октомври става ясно, че състоянието му е стабилно. Той споделя в интервю, че причината за хоспитализирането му не е сърдечен удар, а преумора. Умира на 27 февруари 2024 г. сутринта на 84 години.

### Футбол
Пеев е един от най-известните привърженици на софийския Локомотив, като рядко пропуска мач на любимия клуб. За известен период от време през 90-те години е пресаташе на клуба.

## Награди и отличия
- Заслужил артист (1984).
- „Награда“ на II общобългарско състезание за майстори на естрадното изкуство.
- „II награда“ на Майските тържества в Пловдив.

## Театрални роли
- „Хитрата вдовица“ (Карло Голдони) – дон Алваро
- „Индианци“ (А. Колит) – полковник Форсайт
- „Швейк през Втората световна война“ (Бертолд Брехт) – младият Прохазка
- „Римска баня“ (Станислав Стратиев) – Иван Антонов
- „Сако от велур“ (Станислав Стратиев) – Иван Антонов
- „Рицарят на печалния образ“ – мюзикъл за деца от (Стефан Цанев) – Дон Кихот
- „Галактика на поколенията“ (Росица Златанова) – пенсионера Найден

## Телевизионен театър
- „Службогонци“ (1985) (от Иван Вазов, реж. Коста Наумов)
- „Вратите хлопат“ (1983) (Мишел Фермо)
- „В Чинцано всичко е спокойно“ (1976) (Любен Попов) – мюзикъл
- „Черната стрела“ (1974) (Йордан Добрев)
- „Война в джунглата“ (1974) (Димитър Подвързачов)
- „Дипломат“ (1971) (Самуел Альошин)
- „Урок по геометрия. Триъгълникът“ (1972) (Алберт Коен) – свалячът
- „Новото пристанище“ (1972) (Ст. Л. Костов) - Иванов, секретарят на министъра
- „Репетицията се състоя“ (1969)

## Филмография
| Актьор      | Актьор                                                            | Актьор | Актьор |
| Година      | Филм                                                              | Роля |        |
| ----------- | ----------------------------------------------------------------- | --- | ------ |
| 1964        | Конникът                                                          | автомонтьорът |        |
| 1964        | Невероятна история                                                | |        |
| 1965        | Краят на една ваканция                                            | |        |
| 1965 – 1974 | Произшествие на сляпата улица, 6 серии                            | старши лейтенант Ралчев |        |
| 1967        | Отклонение                                                        | асистентът на Боян |        |
| 1967        | А с Альоша сме приятели                                           | Веня Басов |        |
| 1968        | Опасен полет                                                      | Иванов, сътрудник от МВР |        |
| 1968        | Мъже в командировка, 3 новели                                     | сервитьорът (във 2-та: „Гост“) |        |
| 1969        | Птици и хрътки                                                    | таен агент |        |
| 1970        | С особено мнение                                                  | журналистът |        |
| 1970        | Петимата от „Моби Дик“                                            | |        |
| 1971        | Няма нищо по-хубаво от лошото време                               | сътрудник на Едит |        |
| 1972        | Автостоп                                                          | Гошо „Тангото“ |        |
| 1972        | С деца на море, 2 новели                                          | Художникът-фотограф |        |
| 1972        | Трета след Слънцето, 2 серии                                      | Слав |        |
| 1972 – 1980 | Лека нощ, възрастни!.., 27 серии                                  | мъжът / дявол / Великия инквизитор / приятелят на Мария / минувачът / разказвачът / служител / архитектът / журналистът / докладчикът / главен редактор на в-к „Стършел“ / директорът / пациентът / проектантът / журналистът Петров |        |
| 1974        | Баща ми бояджията (тв)                                            | богаташът |        |
| 1973        | Деца играят вън (тв)                                              | бащата на Юли #2 |        |
| 1974        | Изпити по никое време, 2 новели                                   | |        |
| 1974        | Селянинът с колелото                                              | Ангел |        |
| 1974        | Нощите на инспектора                                              | Ралчев |        |
| 1975        | Авантюрите на Виктор, 5 серии                                     | Виктор, радио-телевизионен техник |        |
| 1975        | При никого                                                        | адвокатът |        |
| 1976        | Не си отивай!                                                     | ревизорът-инспектор |        |
| 1976        | Два разказа по Елин Пелин, 2 новели                               | рибарят Трендафилчо (във 2-та: „Две мнения по въпроса“) |        |
| 1977        | Матриархат                                                        | Петър |        |
| 1977        | Това се случи на 35-и май, 5 серии                                | |        |
| 1977        | Баш майсторът на море                                             | Алекси Бебов, автомонтьорът |        |
| 1978        | Момчетата от „Златен лъв“, 4 серии                                | художникът |        |
| 1978        | Войната на таралежите, 5 серии                                    | Ангел Маляков, бащата на „Маляка“ |        |
| 1978        | Изчезналият проектант                                             | следователят Арсен Люпенов |        |
| 1979        | Баш майсторът на екскурзия                                        | отиващ на екскурзия |        |
| 1979        | Фильо и Макензен, 7 серии                                         | Пеев, адвокатът на Фильо и Макензен |        |
| 1981        | Приятели за вечеря                                                | Андрей Петров, служител от външното министерство и приятел на Нели |        |
| 1981        | Слънце на детството, 2 серии                                      | брата чехлар от магазин „Братска обич“ |        |
| 1983        | Семейство Карастоянови („Карастояновы“), 4 серии (СССР, България) | |        |
| 1986        | Васко да Гама от село Рупча, 6 серии                              | милиционер |        |
| 1988        | Чичо кръстник                                                     | |        |
| 1989        | Под дъгата                                                        | актьор |        |
| 1990        | Панчо и таласъмите                                                | Панчев |        |
| 2007        | Приключенията на един Арлекин (4-сер. тв)                         | (в серия: IV) |        |
| 2010        | Мисия Лондон                                                      | консул Мавродиев |        |